# Зажицкий, Александр
Александр Заржицкий (пол. Aleksander Zarzycki; 26 февраля 1834, Львов — 1 ноября 1895, Варшава) — польский пианист, композитор и музыкальный педагог.
Окончил гимназию в Самборе. Учился в Берлине как пианист у Рудольфа Виоле, затем изучал композицию в Париже у Наполеона Ребера. В 1860 г. выступил с дебютным концертом в Париже с исполнением произведений Фридерика Шопена, Адольфа Гензельта и своих собственных. На протяжении 1860-х гг. концертировал по Европе как пианист, а в 1866 г. обосновался в Варшаве, где в 1871 г. стал соучредителем и первым руководителем Варшавского музыкального общества. С 1879 г. музыкальный руководитель Собора Святого Иоанна Крестителя (сменил на этом посту Яна Сливиньского). Одновременно возглавлял Варшавский музыкальный институт, однако в 1888 г. в связи с изменением законодательства о работе иностранцев был вынужден, как подданный Австро-Венгрии, выйти в отставку.
Возрождение интереса к творчеству Зажицкого ознаменовалось появлением в 2013 году записи двух его произведений для фортепиано с оркестром — концерта, посвящённого Николаю Рубинштейну, и Большого полонеза, посвящённого Гансу фон Бюлову (оба 1859—1860); партию солиста записал для лейбла Hyperion Records пианист Джонатан Плоурайт. Среди других произведений Заржицкого — Польская сюита Op. 37 для оркестра, многочисленные фортепианные миниатюры, песни.